# Ceratiscada sisera
Ceratiscada sisera är en fjärilsart som beskrevs av William Chapman Hewitson 1852. Ceratiscada sisera ingår i släktet Ceratiscada och familjen praktfjärilar. Inga underarter finns listade i Catalogue of Life.